# Helvia Recina Volley Macerata
L'Helvia Recina Volley Macerata è una società pallavolistica femminile italiana con sede a Macerata: milita nel campionato di Serie A1.

## Storia
L'Helvia Recina Volley Macerata debutta in Serie B2 nella stagione 2012-13: nell'annata 2014-15, dopo il terzo posto in reguar-season nel proprio girone, sfiora la promozione, uscendo alle semifinali dei play-off promozione; ottiene la promozione in Serie B1 al termine della stagione 2016-17, dopo aver chiuso il girone al primo posto.
Nella stagione 2017-18, la prima in Serie B1, viene eliminata ai quarti di finale dei play-off promozione, mentre nell'annata seguente centra il salto di categoria vincendo il proprio raggruppamento. Nella stagione 2019-20 debutta in Serie A2: nella stagione successiva conquista per la prima volta la Coppa Italia di Serie A2 e accede ai play-off promozione, eliminata poi ai quarti di finale. Nell'annata 2021-22 vince i play-off promozione ottenendo la promozione in Serie A1, dove esordisce nella stagione 2022-23.
Nella prima stagione nella massima divisione chiude la regular season all'ultimo posto in classifica, retrocedendo in Serie A2. Dopo due stagioni in serie cadetta riconquista tuttavia la promozione nella massima serie, grazie alla vittoria dei play-off promozione.

## Rosa 2025-2026
| N° | Nome               | Ruolo | Data di nascita   | Nazionalità sportiva |
| -- | ------------------ | ----- | ----------------- | -------------------- |
| 1  | Giulia Bresciani   | L     | 27 settembre 1992 | Italia               |
| 3  | Ilaria Batte       | S     | 27 giugno 2005    | Italia               |
| 4  | Ludovica Sismondi  | C     | 7 luglio 2007     | Italia               |
| 5  | Suvi Kokkonen      | S     | 1º febbraio 2000  | Finlandia            |
| 6  | Isidora Kockarević | S     | 12 gennaio 2002   | Serbia               |
| 7  | Asia Bonelli       | P     | 4 settembre 2000  | Italia               |
| 8  | Alessia Mazzon     | C     | 17 agosto 1998    | Italia               |
| 9  | Nicole Piomboni    | S     | 22 novembre 2005  | Italia               |
| 10 | Natasza Ornoch     | S     | 25 dicembre 2007  | Polonia              |
| 11 | Bianca Farriol     | C     | 18 dicembre 2001  | Argentina            |
| 14 | Giorgia Caforio    | L     | 16 settembre 1994 | Italia               |
| 16 | Emma Clothier      | C     | 19 gennaio 2001   | Stati Uniti          |
| 17 | Clara Decortes     | O     | 7 marzo 1996      | Italia               |

## Palmarès
- Coppa Italia di Serie A2: 1

2020-21